# Autrey-lès-Gray
Autrey-lès-Gray település Franciaországban, Haute-Saône megyében. Lakosainak száma 386 fő (2022. január 1.). Autrey-lès-Gray Fahy-lès-Autrey, Champagne-sur-Vingeanne, Saint-Seine-sur-Vingeanne, Auvet-et-la-Chapelotte, Bouhans-et-Feurg, Broye-les-Loups-et-Verfontaine, Essertenne-et-Cecey, Mantoche és Poyans községekkel határos.

## Népesség
A település népességének változása:
| Lakosok száma | 410  | 380  | 379  | 374  | 375  | 377  | 385  | 387  | 386  |
|               | 2013 | 2015 | 2016 | 2017 | 2018 | 2019 | 2020 | 2021 | 2022 |